# Emil Cauer der Jüngere

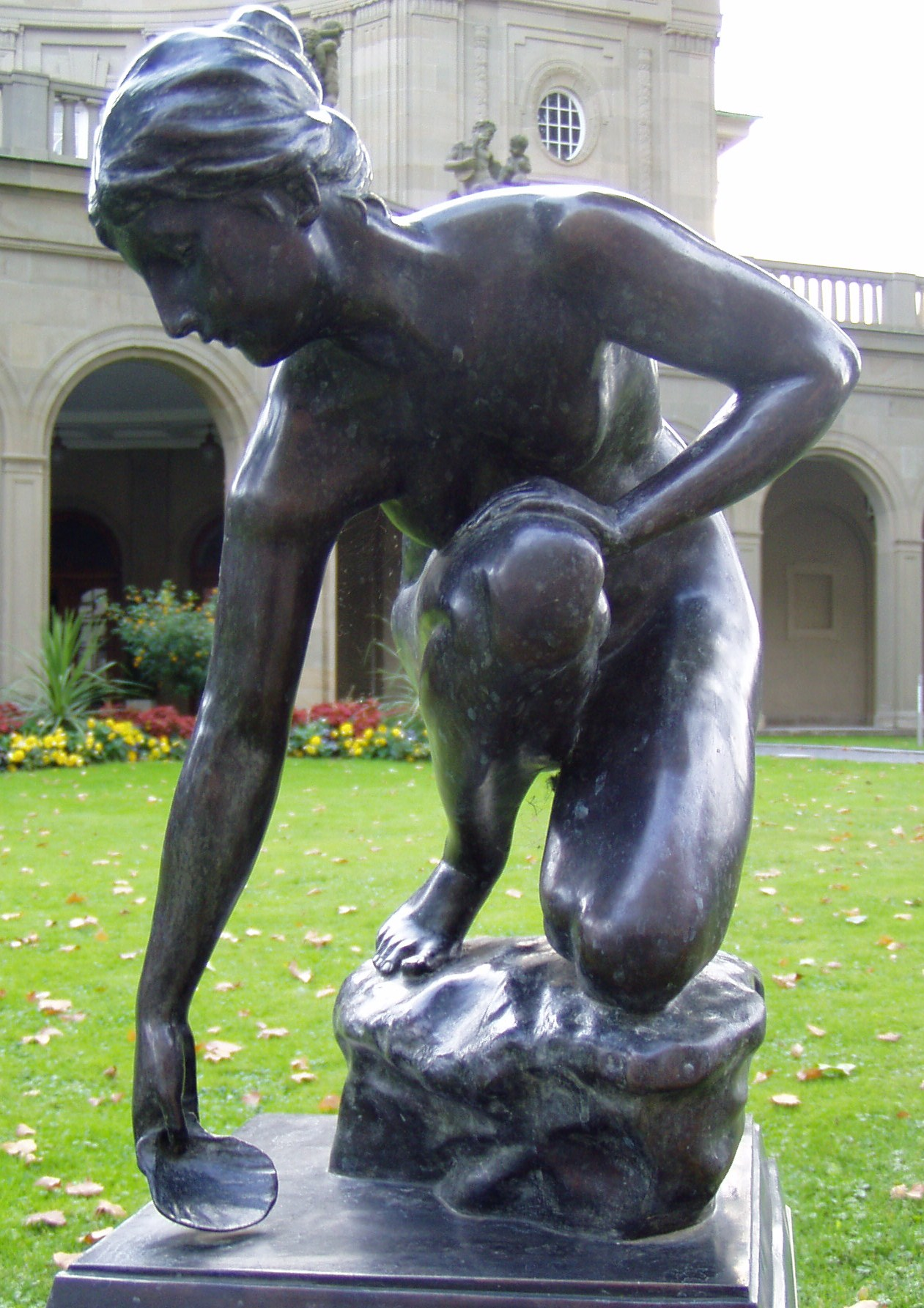
„Wasserschöpferin“ (1903)
(Erstes Original in Marmor heute in der Berliner Nationalgalerie)

Siegfried-Brunnen am Rüdesheimer Platz
(Teilansicht)

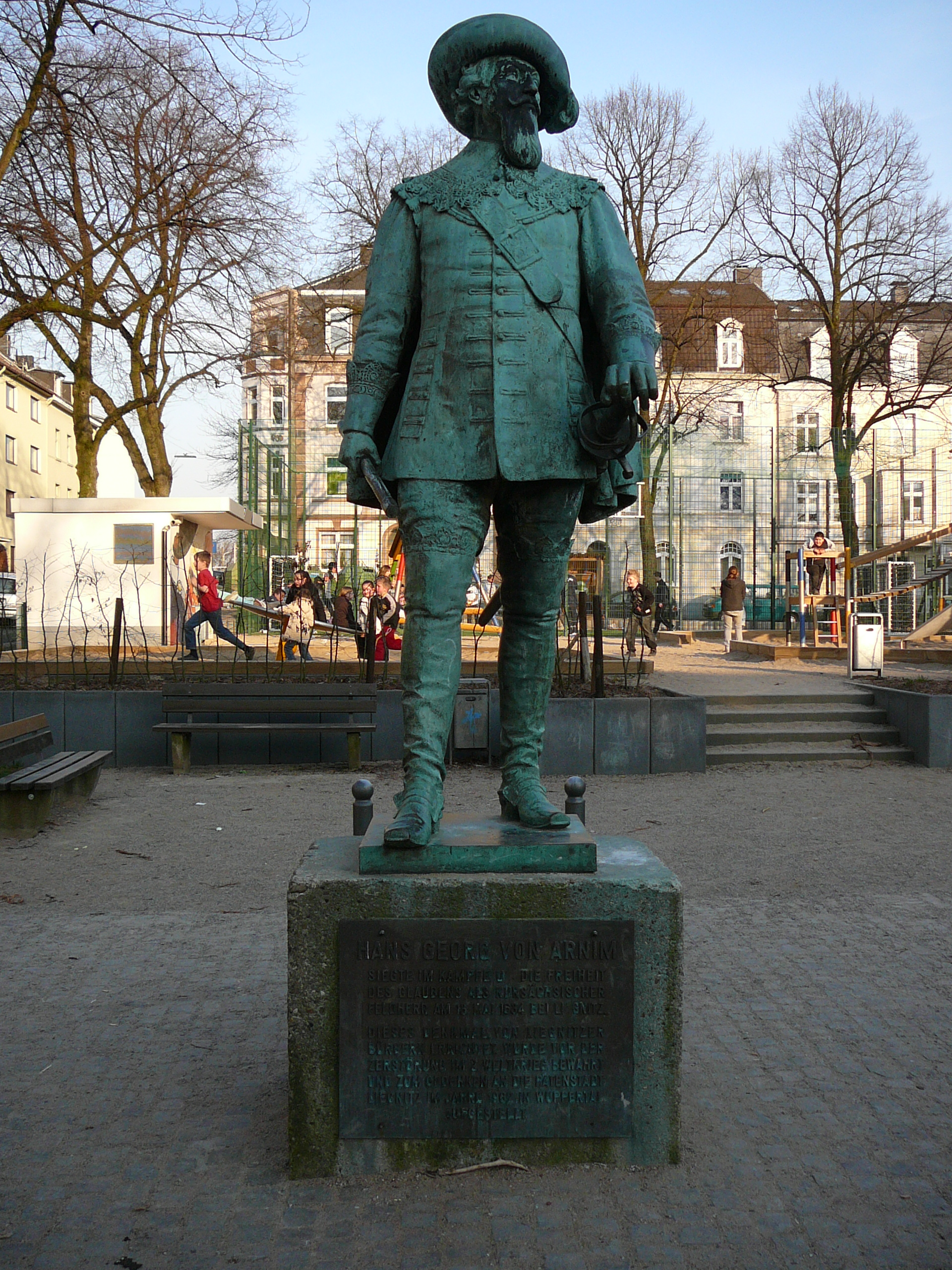
Hans Georg von Arnim-Denkmal auf dem Görlitzer Platz in Wuppertal. 1912 von Cauer gefertigt, 1962 von Harald Schmahl restauriert.

Emil Cauer der Jüngere (* 6. August 1867 in Kreuznach; † 10. Februar 1946 in Gersfeld (Rhön)) war ein deutscher Bildhauer.

## Leben
Emil Cauer d. J. war Sohn des Bildhauers Karl Cauer (1828–1885) und dessen Frau Elisabeth Magdalene Schmidt. Sein gleichnamiger Großvater Emil Cauer (1800–1867) war der Stammvater der Bildhauer-Dynastie Cauer.
Zunächst erlernte Cauer die Bildhauerei im Atelier seines Vaters, danach in den Jahren 1886/87 im Atelier seines Onkels Robert Cauer (1831–1893) in Rom. Im Jahr 1888 ging er nach Berlin und studierte bei Otto Lessing (1846–1912) an der Unterrichtsanstalt des Kunstgewerbemuseums Berlin.
Zehn Jahre später (1898) gründete Cauer ein eigenes Atelier in Berlin. Er schuf zahlreiche Porträt-Arbeiten, aber auch Kleinplastiken und Denkmäler im offiziellen Auftrag zur Aufstellung im öffentlichen Raum, wie beispielsweise für die Städte Hagen (Westfalen) und Berlin.

## Werke
Für die Stadt Hagen entwarf er im Jahr 1899 das sechs Meter hohe Bronze-Denkmal Kaiser Friedrich III. (Eilperstraße) und 1902 den sieben Meter hohen „Drei-Kaiser-Brunnen“ aus Stein und Bronze auf dem Bodelschwinghplatz in Wehringhausen.
Für die Gemeinde Altenessen entwarf er im Jahr 1899 das Doppelstandbild eines Bergmanns und eines Hüttenarbeiters als Teil des Kaiserbrunnens im Kaiser-Wilhelm-Park.
Für Berlin entwarf und modellierte Cauer den 1,20 Meter großen bronzenen Erika-Brunnen auf dem Adam-Kuckhoff-Platz (Südwestkorso) in Wilmersdorf (1911 erbaut und 1943 zerstört, von Heinz Spilker im Jahr 1982 am selben Standort nach Fotos neu gestaltet), den neubarocken Siegfried-Brunnen (auch: Rhein-Brunnen; Siegfried als Rosslenker, flankiert von Rhein und Mosel in menschlicher Gestalt) aus Sandstein auf dem Rüdesheimer Platz in Wilmersdorf (1911) und das bronzene Kriegerdenkmal für gefallene Feldeisenbahner in der Invalidenstraße auf dem Hof des ehemaligen Verkehrs- und Baumuseums (1928 vor dem alten Hamburger Bahnhof aufgestellt, nach dem Umbau zum Museum abgebaut und seitdem im Außenlager der Nationalgalerie Berlin deponiert). Außerdem fertigte er zahlreiche Grabdenkmäler.
Das erste Exemplar seiner Wasserschöpferin in Marmor war 1903 auf der Großen Berliner Kunstausstellung ausgestellt. Dort wurde sie von Kaiser Wilhelm II. persönlich beim Künstler gekauft und befindet sich heute in der Berliner Nationalgalerie.
1939 und 1941 stellte er je ein Werk auf der Großen Deutschen Kunstausstellung aus.

## Preise und Auszeichnungen
- 1888: Erster Preis bei der Berliner Bismarck-Denkmal-Konkurrenz, zusammen mit seinem Bruder Ludwig Cauer (1866–1947)